# 日本皇民黨
日本皇民黨是日本右翼团体之一，1972年由稻本虎翁建立並自任首任總裁。該黨曾於1987年在一場街頭演說中挖苦當時的日本首相竹下登，稱為皇民黨事件。
該黨曾於2004年4月23日以一輛宣傳車撞向中國駐大阪總領事館，2011年8月21日參加日本右翼团体抗議富士電視台的遊行。

## 外部連結
- 日本皇民党　國士舎 (官網)